# قائمة حلقات بن 10: أومنيفرس
هزيمة الأشرار مجرد جزء من هوايات البطل الخارق. ومع قليل من المساعدة من شريكه المبتدئ الجديد، يقوم بن باستكشاف الجانب الغريب في عالم الكائنات الفضائية وأعداء من الماضي الذين يبحثون عن الثأر، بينما يطارده صياد غامض! لقد عاد بن تنيسون من جديد وبجعبته عشرة كائنات فضائية جديدة وفرصة المزيد من المتعة أكثر من ذي قبل!
هذه قائمة حلقات بن 10: أومنيفرس على كرتون نتورك بالعربية.

## نظرة على المسلسل
| الموسم | الموسم | الحلقات | تاريخ البث العربي | تاريخ البث العربي | اسم الموسم          | اسم الموسم |
| الموسم | الموسم | الحلقات | بداية السلسلة     | نهاية السلسلة     | اسم الموسم          | اسم الموسم |
| ------ | ------ | ------- | ----------------- | ----------------- | ------------------- | ---------- |
|        | 1      | 10      | 23 أكتوبر 2012    | 11 مارس 2013      | بداية جديدة         |            |
|        | 2      | 10      | 6 نوفمبر 2012     | 10 يوليو 2013     | انتقام مالوير       |            |
|        | 3      | 10      | 20 مارس 2013      | 23 يوليو 2013     | غزو الأنكورجيان     |            |
|        | 4      | 10      | 4 نوفمبر 2013     | 25 ديسمبر 2013    | مبارزة من التكرارات |            |
|        | 5      | 10      | 30 مايو 2014      | 19 يونيو 2014     | وحش المجرات         |            |
|        | 6      | 10      | 9 يوليو 2014      | 30 يوليو 2014     | صنع الشر            |            |
|        | 7      | 10      | 9 أكتوبر 2014     | 30 أكتوبر 2014    | الكابوس المجنون     |            |
|        | 8      | 10      | 9 يناير 2015      | 30 يناير 2015     | حرب الوقت           |            |

## الحلقات

### الموسم الأول
| الرقم بتسلسل المسلسل | الرقم بتسلسل الموسم | العنوان                            | أخراج           | الكاتب                        | تاريخ البث العربي |
| --- | ------------------- | ---------------------------------- | --------------- | ----------------------------- | ----------------- |
| 1 | 1                   | «عندما تتغير اللعبة، الجزء الأول»  | دان الربا       | شارلوت فولرتون و دواين مكديوف | 23 أكتوبر 2012    |
| ملخص الحلقة : قبل خمس سنوات في الماضي، بن تينيسون يواجه عدو لأول مرة اسمه مالوير. بعد خمس سنوات في الحاضر، جوين تذهب إلى الكلية لتدرس في عمر 16 سنة لذكائها ، و كيفن يذهب للعيش بألقرب من منزلها. بن سيضطر لمحاربة الجريمة وحده، ولكن الجد ماكس (الماجستير تينيسون - قائد البلامرز على كوكب الأرض) يبحث له عن شريك. يتم تهديد كل محلات الفضائيين على الأرض. بن يذهب للبحث عن ادلة في متجر السيد باومان يتحول بن إلى كانونبولت ليتنكر يأتي ثلاث مجرمين (فقاعة ، فيستينا ، ليون) يهددون السيد باومان اما يدفع او يتم تدمير محله. السيد باومان يدفع نقود الا ان بن يرفض ان يعطيه النقود، تبداء معركة بين بن و الفضائيين ثم يتدخل فضائي اخر يتضح ان جد بن ارسله ليساعد بن اسمه روك بلانكو من كوكب ريفونا، يضع الفضائيين قنبلة يحاول بن و روك تعطيل القنبلة و ينجحون ثم يهرب الفضائيين بن يرفض ان يصبح روك شريكه في البداية ثم يقبل بعد نهاية الحلقة الثانية، بن وروك يلاحقون الفضائيين ليرء بعدها بن ان هناك مدينة تحت الأرض يعيش فيه فضائيين. بين كل هذه الأحداث يطارد بن فضائي مجهول اسمه كايبر سيعرف بن اسمه في الحلقة 9. معه كلبه الذي يحمل النيمتركس سيعرف بن بشأن النيمتركس في الحلقة 10. الكلب يتحول إلى كل مفترسين فضأئيين بن سيعرف بن في الحلقة 5. |                     |                                    |                 |                               |                   |
| 2 | 2                   | «عندما تتغير اللعبة، الجزء الثاني» | جيمس راي كونغ   | مات واين و دواين مكديوف       | 24 أكتوبر 2012    |
| ملخص الحلقة : يبداء بن و روك البحث عن العقل المدبر لكل هذه الأشياء، ثم يتضح انه سايفون تابع فلغاكس السابق يخطط سايفون ليفجر المدينة الفضائية في كوكب الأرض، ثم في النهاية ينجح بن و روك في افشال خطط سايفون، يتم القبض على سايفون يتهم سايفون في تهديد محلات الفضائيين و إرسال كائنات فضائية. سايفون قام بألجرم الأول لكنه لم يقم بألثاني. بين كل هذه الأحداث يواصل كايبر مطاردة بن. |                     |                                    |                 |                               |                   |
| 3 | 3                   | «صعقة من الماضي»                   | كريستوفر بيركلي | يوجين سون                     | 28 أكتوبر 2012    |
| ملخص الحلقة : بن يبدء بملاحقة الميغاوات ليتضح ان الميغاوات يحاولون طلب مساعدة من بن لأن هناك من يستغل الميغاوات ليشحن آلاته اسمه فيستريك (عدو جديد) يحاول بن مساعدة الميغاوات لكن يتضح ان فيستريك لديه رجل الي قوي يجبر الميغاوات على شحنه تبدء معركة بين بن و فيستريك بن يتحول إلى فضائي جديد اسمه غرافتاك يتحكم في الجاذبية عن طريق هذا الفضائي يتحكم بن بجاذبية فيستريك و يهزمه. |                     |                                    |                 |                               |                   |
| 4 | 4                   | «الكون لذيذ بطعم السموذيز»         | دان الربا       | ليون يوهلي                    | 4 نوفمبر 2012     |
| 5 | 5                   | «من يا ترى»                        | كريستوفر بيركلي | ديفيد ماك ديرموت              | 31 أكتوبر 2012    |
| 6 | 6                   | «عطل فني»                          | دان الربا       | جيفري ثورن                    | 29 أكتوبر 2012    |
| 7 | 7                   | «ازمة متممدة»                      | جاي كيم كونغ    | ستان بيركاويتز                | 5 نوفمبر 2012     |
| 8 | 8                   | «صفقات او صفعات»                   | جاي كيم كونغ    | لين وين                       | 30 أكتوبر 2012    |
| 9 | 9                   | «المفترس و الضحية الجزء الاول»     | كريس بيركلي     | كيفن روبيو                    | 10 مارس 2013      |
| 10 | 10                  | «المفترس و الضحية الجزء الثاني»    | دان الربا       | مارتي إزنبيرغ                 | 11 مارس 2013      |

### الموسم الثاني
| الرقم بتسلسل المسلسل | الرقم بتسلسل الموسم | العنوان                                | أخراج        | الكاتب           | تاريخ البث العربي |
| -------------------- | ------------------- | -------------------------------------- | ------------ | ---------------- | ----------------- |
| 11                   | 1                   | «"إذاً فهي الحرب"»                      | جاي كيم كونغ | جوناثان كالان    | 25 نوفمبر 2012    |
| 12                   | 2                   | «صياد الصيادين»                        | كريس بيركلي  | توم مينتون       | 6 نوفمبر 2012     |
| 13                   | 3                   | «بلوكتش ودريبا وتحدي مستر انتعاش»      | دان الربج    | جيفري ثورن       | 12 مارس 2013      |
| 14                   | 4                   | «صيد الوحوش»                           | جاي كيم كونغ | يوجين سون        | 13 مارس 2013      |
| 15                   | 5                   | «العبقريه»                             | كريس بيركلي  | ديفيد ماك ديرموت | 17 مارس 2013      |
| 16                   | 6                   | «حصاد الفضاء»                          | دان الربا    | ريتشارد بورسيل   | 19 مارس 2013      |
| 17                   | 7                   | «بن من جديد»                           | جاي كيم كونغ | ليون يوهلي       | 18 مارس 2013      |
| 18                   | 8                   | «متجر 23»                              | كريس بيركلي  | لين وين          | 28 مارس 2013      |
| 19                   | 9                   | «طلبية خاصه»                           | دان الربا    | مارتي إزنبيرغ    | 9 يوليو 2013      |
| 20                   | 10                  | «المواجهة الحاسم الجزء الأول و الثاني» | جاي كيم كونغ | ديفيد ماك ديرموت | 10 يوليو 2013     |

### الموسم الثالث
| الرقم بتسلسل المسلسل | الرقم بتسلسل الموسم | العنوان                    | أخراج                  | الكاتب         | تاريخ البث العربي |
| -------------------- | ------------------- | -------------------------- | ---------------------- | -------------- | ----------------- |
| 21                   | 1                   | «التعاون مع الساترداي»     | كريس بيركلي            | جويل سيلنير    | 14 يوليو 2013     |
| 22                   | 2                   | «اه يا بطني»               | دان الربا              | جوناثان كالان  | 20 مارس 2013      |
| 23                   | 3                   | «المتجر 23»                | جاي كيم كونغ           | مات واين       | 24 مارس 2013      |
| 24                   | 4                   | «فلغاكس ضد الضفادع»        | دان الربا              | ليون يوهلي     | 15 يوليو 2013     |
| 25                   | 5                   | «بن من جديد»               | كريس بيركلي و جون فانغ | دان ماك ديرموت | 16 يوليو 2013     |
| 26                   | 6                   | «طلبية خاصة»               | دان الربا              | يوجين سون      | 25 مارس 2013      |
| 27                   | 7                   | «راد»                      | جاي كيم كونغ           | جيفري ثورن     | 23 يوليو 2013     |
| 28                   | 8                   | «في غيابك»                 | جون فانغ               | ايمي وولفرام   | 17 يوليو 2013     |
| 29                   | 9                   | «ضفادع الحرب الجزء الاول»  | دان الربا              | مارتي إزنبيرغ  | 21 يوليو 2013     |
| 30                   | 10                  | «ضفادع الحرب الجزء الثاني» | جاي كيم كونغ           | ليون يوهلي     | 22 يوليو 2013     |

### الموسم الرابع
| الرقم بتسلسل المسلسل | الرقم بتسلسل الموسم | العنوان                    | أخراج        | الكاتب           | تاريخ البث العربي |
| -------------------- | ------------------- | -------------------------- | ------------ | ---------------- | ----------------- |
| 31                   | 1                   | «عند البطون تضيع العقول»   | جون فانغ     | يوجين سون        | 4 نوفمبر 2013     |
| 32                   | 2                   | «عملية سطو مطلقة»          | دان الربا    | ديفيد ماك ديرموت | 15 ديسمبر 2013    |
| 33                   | 3                   | «ماما اين انتي»            | دان الربا    | دين ستيفان       | 11 نوفمبر 2013    |
| 34                   | 4                   | «وحش ماكس»                 | جون فانغ     | لين وين          | 16 ديسمبر 2013    |
| 35                   | 5                   | «شر ما بعده شر»            | جاي كيم كونغ | توم بيوجسلي      | 18 نوفمبر 2013    |
| 36                   | 6                   | «عودة الفرسان»             | جاي كيم كونغ | ليون يوهلي       | 25 نوفمبر 2013    |
| 37                   | 7                   | «الطين لا يصير الماء»      | جون فانغ     | يوجين سون        | 2 ديسمبر 2013     |
| 38                   | 8                   | «سيارات أوتو»              | دان الربا    | ديفيد ماك ديرموت | 9 ديسمبر 2013     |
| 39                   | 9                   | «ادمغة و أكثر الجزء الاول» | جاي كيم كونغ | شارلوت فولرتون   | 24 ديسمبر 2013    |
| 40                   | 10                  | «العقل زينة الجزء الثاني»  | جون فانغ     | مات واين         | 25 ديسمبر 2013    |

### الموسم الخامس
| الرقم بتسلسل المسلسل | الرقم بتسلسل الموسم | العنوان                    | أخراج                 | الكاتب                      | تاريخ البث العربي |
| -------------------- | ------------------- | -------------------------- | --------------------- | --------------------------- | ----------------- |
| 41                   | 1                   | «التهريج ذنبه على زامبوزو» | دان الربا             | شارلوت فولرتون              | 30 مايو 2014      |
| 42                   | 2                   | «غموض و اشباح»             | جاي كيم كونغ          | مات واين                    | 30 يونيو 2014     |
| 43                   | 3                   | «يخلق من الشبه اربعين»     | جون فانغ              | يوجين سون                   | 1 يوليو 2014      |
| 44                   | 4                   | «ذئاب في مدينة الضباب»     | دان الربا             | ديفيد ماك ديرموت            | 2 يوليو 2014      |
| 45                   | 5                   | «جنون عبر الزمن»           | جاي كيم كونغ          | ليون يوهلي                  | 3 يوليو 2014      |
| 46                   | 6                   | «كوكب الوحوش»              | جون فانغ و جاي وو كيم | جوناثان كالان               | 6 يوليو 2014      |
| 47                   | 7                   | «تشرفنا..تشارم»            | دان الربا             | شارلوت فولرتون و كيفن روبيو | 7 يوليو 2014      |
| 48                   | 8                   | «عودة مصاص الدماء»         | جاي كيم كونغ          | ليون يوهلي                  | 8 يوليو 2014      |
| 49                   | 9                   | «قتال القطط»               | جاي كيم كونغ          | بريان ميلر                  | 9 يونيو 2014      |
| 50                   | 10                  | «و بقي بن..!»              | جاي كيم كونغ          | مايكل س. رايان              | 19 يونيو 2014     |

### الموسم السادس
| الرقم بتسلسل المسلسل | الرقم بتسلسل الموسم | العنوان                              | أخراج        | الكاتب                      | تاريخ البث العربي |
| -------------------- | ------------------- | ------------------------------------ | ------------ | --------------------------- | ----------------- |
| 51                   | 1                   | «قطط و خراميش»                       | جاي كيم كونغ | ديفيد ماك ديرموت            | 9 يوليو 2014      |
| 52                   | 2                   | «هات و خذ»                           | جاي كيم كونغ | مايكل ريان                  | 10 يوليو 2014     |
| 53                   | 3                   | «المنتقمون»                          | جاي وو كيم   | شارلوت فولرتون و كيفن روبيو | 11 يوليو 2014     |
| 54                   | 4                   | «فوق السعال»                         | جاي وو كيم   | روبرت هويغي                 | 12 يوليو 2014     |
| 55                   | 5                   | «جذور الشر»                          | دان الربا    | ليون يوهلي                  | 18 يوليو 2014     |
| 56                   | 6                   | «بلوكيتش ودريبا يذهبان إلى منطقة 51» | جاي وو كيم   | يوجين سون                   | 19 يوليو 2014     |
| 57                   | 7                   | «لا شرف بين بروس»                    | دان الربا    | ديفيد ماك ديرموت            | 20 يوليو 2014     |
| 58                   | 8                   | «الكون ضد تينيسون»                   | جاي وو كيم   | مارتي إزنبيرغ               | 25 يوليو 2014     |
| 59                   | 9                   | «السلاح الحادي عشر الجزء الاول»      | دان الربا    | شارلوت ماكدوفي - كيفن روبيو | 29 يوليو 2014     |
| 60                   | 10                  | «السلاح الحادي عشر الجزء الثاني»     | جاي هونج كيم | مات واين                    | 30 يوليو 2014     |

### الموسم السابع
| الرقم بتسلسل المسلسل | الرقم بتسلسل الموسم | العنوان                                        | أخراج        | الكاتب                       | تاريخ البث العربي |
| -------------------- | ------------------- | ---------------------------------------------- | ------------ | ---------------------------- | ----------------- |
| 61                   | 1                   | «كلايد فايف»                                   | جاي وو كيم   | ديفيد ماك ديرموت             | 9 اكتوبر 2014     |
| 62                   | 2                   | «حكايات روك»                                   | دان الربا    | روبرت هوغي                   | 10 اكتوبر 2014    |
| 63                   | 3                   | «مدرسة السحر»                                  | جاي هونج كيم | جوناثان كالين                | 11 اكتوبر 2014    |
| 64                   | 4                   | «قصيدة السيد باومان»                           | جاي وو كيم   | لتوماس بوغسلي                | 12 اكتوبر 2014    |
| 65                   | 5                   | «قتال في المتحف»                               | دان الربا    | كيفن روبيو وديفيد ماك ديرموت | 18 اكتوبر 2014    |
| 66                   | 6                   | «نقطة توقف»                                    | جاي هونج كيم | داني ميخائيلي                | 19 اكتوبر 2014    |
| 67                   | 7                   | «لون القرد»                                    | جاي وو كيم   | إيمي كيتنج روجرز             | 20 اكتوبر 2014    |
| 68                   | 8                   | «فريدليمانيا»                                  | دان الربا    | لين أولي                     | 25 اكتوبر 2014    |
| 69                   | 9                   | «إنه عالم مجنون، مجنون، مجنون بن،الجزء الاول»  | جاي هونج كيم | مارتي إيزنبرغ                | 29 اكتوبر 2014    |
| 70                   | 10                  | «إنه عالم مجنون، مجنون، مجنون بن،الجزء الثاني» | جاي وو كيم   | لين واين                     | 30 اكتوبر 2014    |

### الموسم الثامن
| الرقم بتسلسل المسلسل | الرقم بتسلسل الموسم | العنوان                              | أخراج        | الكاتب                       | تاريخ البث العربي |
| -------------------- | ------------------- | ------------------------------------ | ------------ | ---------------------------- | ----------------- |
| 71                   | 1                   | «من الهيدوريوم إلى الأبدية»          | دان الربا    | إريك والاس                   | 9 يناير 2015      |
| 72                   | 2                   | «معلق بك»                            | جاي هونج كيم | ريتشارد بورسيل               | 10 يناير 2015     |
| 73                   | 3                   | «دعونا نخوض حرب الزمن مرة أخرى»      | جاي وو كيم   | كيفن روبيو وديفيد ماك ديرموت | 11 يناير 2015     |
| 74                   | 4                   | «سر دوس سانتوس»                      | دان الربا    | لتوماس بوغسلي                | 12 يناير 2015     |
| 75                   | 5                   | «المرة الثالثة هي السحر»             | جاي هونج كيم | جوناثان كالين                | 18 يناير 2015     |
| 76                   | 6                   | «بدء العد التنازلي النهائي»          | جاي وو كيم   | جيفري ثورن                   | 19 يناير 2015     |
| 77                   | 7                   | «هجمات مالغاكس»                      | دان الربا    | إريك والاس                   | 20 يناير 2015     |
| 78                   | 8                   | «أخطر برنامج ألعاب»                  | جاي هونج كيم | يوري لوينثال                 | 25 يناير 2015     |
| 79                   | 9                   | «،الجزء الاول»                       | جاي وو كيم   | كيفن روبيو وديفيد ماك ديرموت | 29 يناير 2015     |
| 80                   | 10                  | «نهاية عصر ،الجزء الثاني (فجر جديد)» | دان الربا    | مات يونغبيرج                 | 30 يناير 2015     |

### وصلات داخلية
- بن 10: أومنيفرس
- كرتون نتورك
- كرتون نتورك بالعربية

### وصلات خارجية
- الموقع الرسمي لبن 10: أومنيفرس بالعربية
- الموقع الرسمي لبن 10: أومنيفرس بالإنجليزية نسخة محفوظة 17 يوليو 2018 على موقع واي باك مشين.